# Eiskögele
Eiskögele to szczyt w grupie Glocknergruppe, w Wysokich Taurach we Wschodnich Alpach. Leży na granicy trzech austriackich krajów związkowych: Tyrolu (dokładnie Tyrol Wschodni), Karyntii i Salzburga.
Na tym szczycie spotykają się granice Tyrolu Wschodniego, Karyntii i Salzburga. Ze szczytu bardzo dobrze widać Johannisberg oraz największy lodowiec Alp Wschodnich - Pasterze.
Pierwszego wejścia, 30 czerwca 1872 r., dokonali B. Lergetporer, Michel Groder i Josef Kerer.